# W dzień triumfu nad złem
W dzień triumfu nad złem – tytuł czwartego albumu zespołu Honor z 1993 roku. W 2001 płyta została reedytowana.

## Lista utworów
1. „W dzień triumfu...”
2. „Więź z ideą”
3. „Twarda wiara”
4. „Znak orła”
5. „Biały duch pokolenia”
6. „Stal zemsty”
7. „Obłudne cele”
8. „Podnieśmy się”

## Twórcy
- Mariusz Szczerski – śpiew, słowa
- Olaf Jasiński – gitara, gitara basowa, muzyka, słowa
- Piotr Marcinowski – perkusja